# Vincenzo Bertolone
Dom Vincenzo Bertolone, S.d.P. (San Biagio Platani, 17 de novembro de 1946) é um arcebispo católico italiano, arcebispo emérito de Catanzaro-Squillace.

## Biografia
Nascido em 17 de novembro de 1946 em San Biagio Platani, pequena comuna da Sicília, foi ordenado padre na Congregação dos Missionários Servos dos Pobres em 17 de maio de 1975.
Obteve seu mestrado em 1972 e recebeu seu bacharelado em teologia pelo Instituto Teológico "San Giovanni Evangelista" de Palermo em 1974. Formou-se em Pedagogia pela Universidade de Palermo em 1981 e obteve a licenciatura em Direito Canônico no "Angelicum" de Roma em 1985. No mesmo ano recebeu o certificado de Postulador da Congregação para as Causas dos Santos e, em 1987, obteve o doutorado em Direito Canônico.
Bertolone foi professor de religião nas escolas secundárias públicas de Palermo (1972-1984) e capelão no Instituto de Reeducação "Malaspina" para menores problemáticos em Palermo (1975-1980). De 1975 a 1983 foi tesoureiro do Instituto Educacional de Palermo, e serviria como tesoureiro geral (1976-1989) e conselheiro geral (1976-2006). Foi colaborador paroquial de "S. Maria della Perseveranza" em Roma (1983-1987), e também em Roma trabalhou como professor em uma escola administrada pelas Irmãs Ursulinas (1985-1986). Em 1988 tornou-se funcionário da Congregação para os Institutos de Vida Consagrada e Sociedades de Vida Apostólica. Foi nomeado subsecretário pelo Papa João Paulo II em 12 de junho de 2004.

## Episcopado
Em 10 de março de 2007 é nomeado, pela Santa Sé, bispo de Cassano allo Ionio e consagrado, pelas mãos do cardeal Tarcisio Bertone, em 3 de maio de 2007, na Basílica de São Pedro; os co-consagrantes foram o cardeal Franc Rodé e dom Vittorio Luigi Mondello.
Ele foi formalmente instalado em 13 de maio de 2007.
Nomeado arcebispo de Catanzaro-Squillace em 25 de março de 2011, tomou posse em 29 de maio do mesmo ano.
Bertolone tem sido historicamente um forte crítico da máfia siciliana e da 'Ndrangheta, chamando-as de anticristãs e anti-Evangelho, e foi um dos maiores defensores da beatificação de Pino Puglisi (padre morto pela máfia).
Sua renúncia foi aceita em 15 de setembro de 2021.